# Ghumtha
Ghumtha – gaun wikas samiti w zachodniej części Nepalu w strefie Karnali w dystrykcie Mugu. Według nepalskiego spisu powszechnego z 2011 roku liczył on 433 gospodarstwa domowe i 2598 mieszkańców (1292 kobiety i 1306 mężczyzn).